# Macromia ida
Macromia ida – gatunek ważki z rodziny Macromiidae. Występuje endemicznie w południowo-zachodnich Indiach; stwierdzono go w stanach Tamilnadu, Kerala i Karnataka.